# Grote Kreek en Pereboomsgat
Grote Kreek en Pereboomsgat is een natuurgebied in het noorden van de Oost-Vlaamse gemeenten Lochristi en Moerbeke.
Het gebied, dat tot de Vlaamse Scheldepolders behoort, omvat kreken waarvan de Grote Kreek (ooit een aftakking van de Axelse Kreek) en het Pereboomsgat de belangrijkste zijn. Daarnaast is de aanwezigheid van een aantal voorheen zeewerende dijken kenmerkend voor deze streek.

## Geschiedenis
Oorspronkelijk was hier een dekzandrug, maar vanaf omstreeks de 12e eeuw heeft men het veen afgegraven, dat als brandstof voor de zich ontwikkelende steden ging dienen. Later werd hier landbouw beoefend.
Vooral de Tachtigjarige Oorlog leidde tot militaire inundaties, waartoe dijken en zandruggen werden doorgestoken. Zo ontwikkelde zich een getijdengeul. Door de afgraving van het veen lag dit gebied ook betrekkelijk laag.
Einde 16e eeuw werd door de regering van de Spaanse Nederlanden een linie aangelegd en ook bouwden zij versterkingen waarvan Fort Francipani nog waar te nemen valt.
Tijdens het Twaalfjarig Bestand (1609-1621) begon de inpoldering van het verloren gegane land. De Overslagdijk werd aangelegd. Na de Vrede van Münster (1648) werd het gebied definitief ingepolderd en ontstonden de Overslagpolder en de Moerbekepolder. In 1682 werd de Moerbekepolder nog door een overstroming getroffen. In 1691 werd de Papdijk voltooid, die het gebied naar het zuiden toe moest afschermen. In 1699 werd de Moerbekepolder pas definitief ingepolderd. In 1767 werd nog het noordelijk deel, de Moerspuipolder, ingedijkt in opdracht van de Abdij Ter Hage.
Ook in latere jaren, zoals in 1830, werden de polders nog wel onder water gezet voor militaire redenen.